# Nymphalis oligoio
Nymphalis oligoio är en fjärilsart som beskrevs av Reuss 1939. Nymphalis oligoio ingår i släktet Nymphalis och familjen praktfjärilar. Inga underarter finns listade i Catalogue of Life.